# Tura (folyó)
A Tura (oroszul: Тура) folyó Nyugat-Szibériában, Oroszország Szverdlovszki- és Tyumenyi területén, a Tobol bal oldali mellékfolyója.

## Földrajz
Hossza: 1030 km, vízgyűjtő területe: 80 400 km².
A Középső-Urál keleti lejtőin, Kusva várostól északnyugatra ered. Kezdetben északi irányba, majd az Urált elhagyva a Nyugat-szibériai-alföld nyugati részén folyik tovább. Előbb kelet felé, lejjebb délkelet felé fordul, gyakran mocsaras területeken halad keresztül és Tyumenytől 186 km-re keletre ömlik a Tobolba. Alsó szakaszán, a Tyumenyi területen esése kicsi, völgyének szélessége 6–18 km között, a mederé alacsony vízálláskor 60–150 m között váltakozik. 
A folyón három kisebb víztározó épült, a torkolattól 635 km-ig hajózható. Jobb oldali mellékfolyói: a Szalda, a Tagil, a Nyica és a Pisma.

## Városok
- A folyó menti legnagyobb város Tyumeny, az azonos nevű terület központja.
- További kisebb városok (a forrástól lefelé): Felső- (Verhnyaja-) és  Alsó- (Nizsnyaja-) Tura, Verhoturje, Turinszk.

A Tura alsó szakasza a Tyumenyi területen kimutatott értékek szerint erősen szennyezett. 2006-ban a Szverdlovszki terület üzemei által a folyóba bocsátott ipari szennyvíz nehézfémtartalma a megengedett értéknél 15-30-szor magasabb volt. A folyó Tyumeny vízellátásának egyik legfontosabb forrása.